# Lorenzo Nielfa
Lorenzo Roman Nielfa Soto (Madrid, 1783 - Madrid, 1861) fue un compositor y maestro de capilla español.

## Vida
Lorenzo Nielfa Soto nació en Madrid, en 1783, hijo de José Nielfa y María Soto. Ingresó en el Real Colegio de Niños Cancorcicos de la Real Capilla, donde recibió su formación musical, posiblemente con José Lidón. Permanecería en el colegio doce años hasta 1805, fecha en la que había obtenido por oposición una plaza de tenor en el Real Monasterio de la Encarnación de Madrid.
Permanecería en la Encarnación bajo la dirección del maestro Ignacio Ducasi y Ojeda hasta la invasión francesa de 1808. La Capilla Real quedó disuelta al negarse sus componentes a trabajar para el nuevo gobierno impuesto por los invasores, quedando los músicos sin trabajo.
En 1815 aprobó las oposiciones para el cargo de maestro de primeros rudimentos del Real Colegio de Niños Cantorcicos cobrando una renta de 800 ducados, en sustitución de Pedro Almeida, que ya estaba muy mayor. El 25 de diciembre de 1818 fue nombrado maestro del colegio del Monasterio de la Encarnación de Madrid. Gracias a su prestigio y su excelente trabajo, con el tiempo, sin que se pueda datar la fecha, pasó a ejercer el cargo de maestro de capilla. También ejerció de capellán del altar de la Encarnación, en su condición de sacerdote. En 1830 ejerció de juez en las oposiciones para el magisterio de la Real Capilla, junto con Alfonso Lidón, organista de la Real Capilla, y Francisco Gibert, maestro de las Descalzas Reales.
Ejerció ambos cargos hasta el 5 de marzo de 1835, fecha en la se suprimió el Colegio de Cantonrcicos. Fue repuesto en el cargo el 28 de marzo de 1850 por la reina Isabel II, que trató de recuperar la institución. Mantuvo los dos cargos hasta su fallecimiento, en Madrid, en 1861. Su única heredera fue Carmen Fornielles de García, sobrina adoptiva. También tuvo una sólida amistad con Hilarión Eslava, que aparece entre los testamentarios.

## Obra
El prestigio del maestro Nielfa debió ser considerable, ya que el rey Fernando VII el concedió el raro privilegio de componer para el culto de la Capilla Real, que normalmente estaba restringido a los maestros de capilla y organistas de la institución. Al parecer, contaba con el apoyo del maestro de la Real Capilla, Francisco Federici, que alabó el que se hubiese formado con los mejores maestro de música. 
Las composiciones de Nielfa se conservan en el Monasterio de la Encarnación de Madrid. El archivo se perdió, por lo que no se puede dar un conocimiento más exacto de su obra. Saldoni opinó que las obras de Nielfa «participan de la severidad religiosa al mismo tiempo que demuestran el gran saber y profundos conocimientos en la armonía y contrapunto de que estaba adornado». De entre sus composiciones, todas las conservadas son de carácter religioso: completas, resonsorios, lamentaciones, letanías, misas y misereres. También se conserva una misa en Barcelona.